# Deltochilum pretiosum
Deltochilum pretiosum är en skalbaggsart som beskrevs av Edgar von Harold 1875. Deltochilum pretiosum ingår i släktet Deltochilum och familjen bladhorningar. Inga underarter finns listade i Catalogue of Life.